# محمد بشرا
محمد بُشرا (درویش گیلانی) پژوهندهٔ فرهنگ مردم و مردم‌شناس و شاعر گیلانی است. او از شاعران نوگرای ایران است که بیشتر اشعارش را به «زبان گیلکی» سروده‌ است و از پایه گذاران هساشعر است. او اولین شاعر نوپرداز گیلان است که اشعار نوی خود را در سال ۱۳۴۴ به چاپ رساند.

## زندگی
محمد بُشرا در ۲۳ فروردین سال ۱۳۱۶ در محله سرخبندهٔ رشت، در خانواده‌ای مذهبی متولد شد و تا پایان دورهٔ آموزشی «تربیت معلم» در شهر رشت زندگی کرد.
از سال ۱۳۴۲ به استخدام آموزش و پرورش گیلان درآمد و معلم روستا شد. او در سال هفتادوسه خورشیدی با پایه دبیری مدارس راهنمایی، به بازنشستگی رسید.
محمد بُشرا از سال ۱۳۳۲ در دورهٔ اول دبیرستان، سرودن شعر فارسی را آغاز کرد. وی از سال ۱۳۴۰ به سرودن اشعار نیمایی فارسی روی آورد و نخستین کسی بود که از سال ۱۳۴۲ اوزان نیمایی را در شعر گیلکی به کار گرفت و نخستین کارهای گیلکی نیمایی‌اش به سال ۱۳۴۴ در ماهنامه «هنر و ادبیات ویژه بازار» که سردبیری آن را شادروان محمد تقی صالح پور، شاعر و روزنامه‌نگار گیلانی بر عهده داشت، چاپ شد و مورد اقبال قرار گرفت. 
تداوم و پایداری و ارائۀ اشعار استوار و اصیل گیلکی نیمایی محمّد بشرا، این شیوه شعری را در ادبیات گیلکی رواج داد و امروزه گروه بسیاری از شاعران گیلکی سرا، در پی او به این سبک شعری روی آورده‌اند و آثار ارزندۀ بسیاری آفریده‌اند. 
از سال ۱۳۷۰ به سرایندگان «هسا شعر» پیوست و هم چنان از سرایندگان این سبک تازۀ شعری است و آثارش در ماهنامه‌ها، گاهنامه‌ها، فصل نامه‌ها و هفته‌نامه‌های بومی و غیر بومی، در گیلان و دیگر شهرستانها و تهران به چاپ می‌رسد.
از محمد بشرا (درویش گیلانی) تاکنون دو کتاب شعر به نام‌های «ایله جار» و «هرای» به چاپ رسیده است. کتاب دومِ هسا شعر شاعر، با نام «هوزار» نیز در سال ۱۳۸۹ به چاپ رسید.
مجموعه آثار کلاسیک (گیلکی و فارسی) و مجموعه آثار نیمایی وی نیز فراهم آمده‌است که به نوبت چاپ خواهد شد.

## فعالیت‌های هنری و اجتماعی
نمایشنامه نویسی، بازیگری تئاتر و گریم، داستان‌نویسی (فارسی و گیلکی)، روزنامه‌نگاری (خبرنگاری فرهنگی، گزارش گری، مقاله نویسی)، همکاری با رادیو و تلویزیون گیلان (سردبیری اخبار محلی، نویسندگی، تحقیق و تهیهٔ فیلم‌های مستند و مترجم اخبار گیلکی) شعر گیلکی و فارسی، تحقیق و مقاله‌نویسی در زمینهٔ مردم‌شناسی و فرهنگ مردم گیلان و نوشتن برنامه‌های رادیویی و تلویزیونی.
محمد بُشرا (درویش گیلانی) از سال ۱۳۴۲ خورشیدی مقاله نویسی، خبرنگاری فرهنگی، روزنامه‌های کیهان و اطلاعات را آغاز کرد و به گزارش گری و نوشتن مقاله های انتقادی-اجتماعی، مردم‌شناسی و فرهنگ مردم گیلان پرداخت بعد از انقلاب عضو هیئت تحریریهٔ روزنامهٔ جنگل شد و در عمر روزنامه‌نگاری خود که همچنان ادامه دارد مقاله‌ها ی متعددی نوشت و به چاپ رسانید.

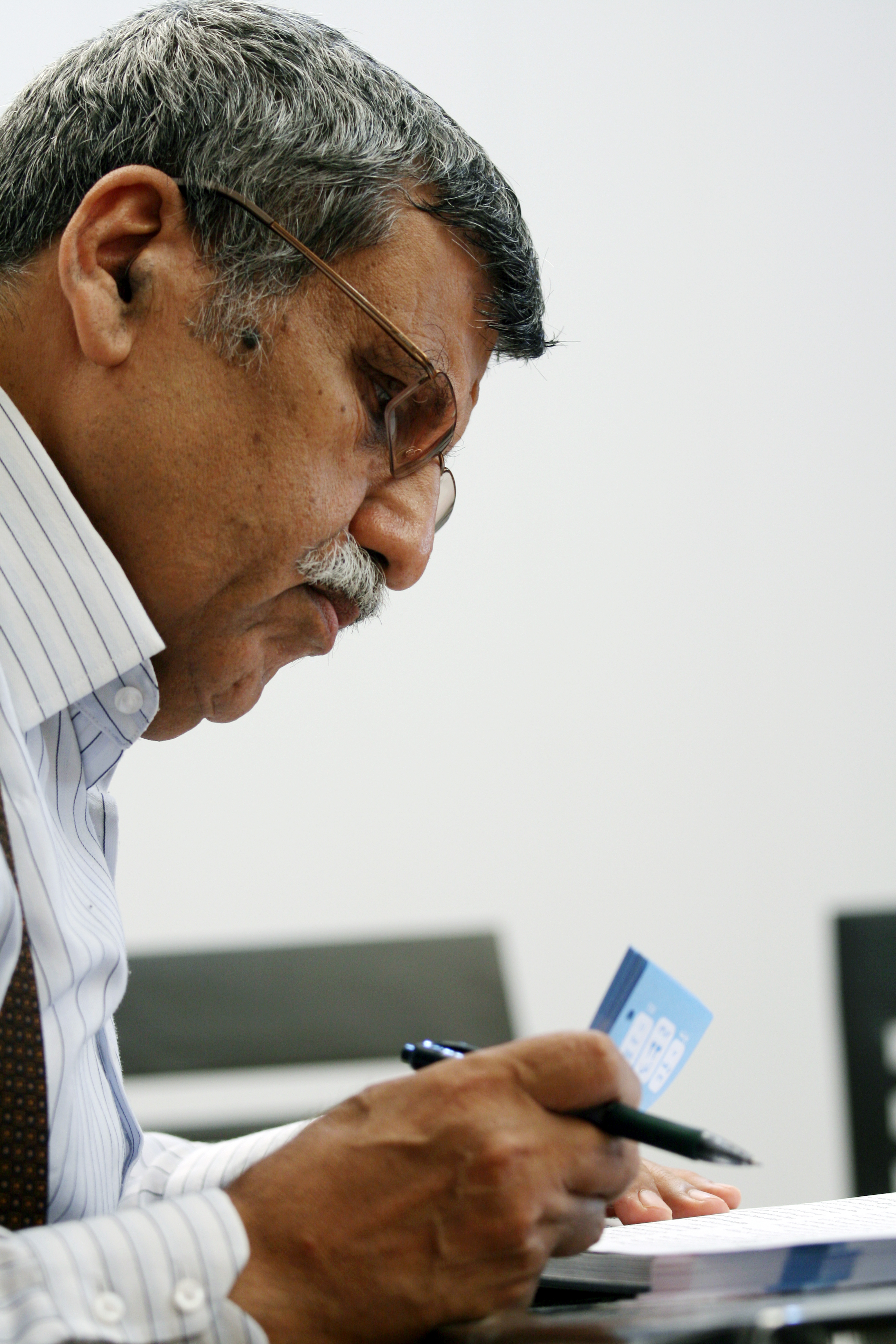
محمد بشرا (درویش گیلانی) عکاس: شاهین بشرا

در سال‌های پایانی دههٔ پنجاه، یک سال گویندهٔ برنامهٔ «نغمه‌ها و ترانه‌های گیلکی» بود که شادروان سرهنگ اسحاق شهنازی، ادیب و شاعر گیلانی، برای رادیو رشت تهیه می‌کرد و متن آن را نیز می‌نوشت و با معرفی «ا شعرانا سرهنگ شهنازی جمه جورا کونه» ساعت یک بعدازظهر هر روز - به جز روزهای تعطیل - از رادیو رشت برای دوستداران شعر گیلکی پخش می‌شد
از سال ۱۳۴۹ که مرکز تلویزیون گیلان و مازندران در رشت گشوده شد، سردبیری اخبار محلی این مرکز را به عهده گرفت و به گروه نویسندگان و محققان مرکز تلویزیون گیلان و مازندران پیوست. بعد از انقلاب پس از وقفه‌ای چندساله بار دیگر از سال ۱۳۶۲ به عنوان محقق و نویسنده و تهیه‌کنندهٔ صدا و سیمای مرکز گیلان فعالیت‌های هنری و تحقیقی خود را از سر گرفت.
وی در سال‌های همکاری با تلویزیون در تهیه، تحقیق و نویسندگی فیلم‌های مستند بسیاری شرکت داشت پس از پیوستن رادیو به تلویزیون، برنامه‌های هفتگی «اندیشهٔ شاعر» و «شعر و اندیشه» را برای رادیو گیلان می‌نوشت. از سال ۱۳۵۲ تهیه و تولید و کارشناسی برنامهٔ «فرهنگ گیلان» را برعهده گرفت. این برنامه در سال‌های متوالی، بین نیم تا یک ساعت، بعد از اخبار ساعت بیست و یک رادیوی ایران به جای برنامهٔ فرهنگ مردم «شادروان استاد» انجوی شیرازی «از رادیو رشت پخش می‌شد که تا سال ۱۳۵۸ ادامه یافت. همکاران وابسته و پیوستهٔ بسیاری از جوانان باذوق و جستجوگر شهرها و روستاهای گیلان فراهم آورد که چند نفری از آنان روی در نقاب خاک کشیده‌اند و گروهی دیگر، هنوز فعالند و فرهنگ مردم روستای خود را گردآوری و گاه رساله‌ای از آن را به چاپ می‌رسانند. در برنامهٔ فرهنگ گیلان" جنبه‌های گوناگون فرهنگ مردم گیلان به صورت گفتار، مصاحبه‌های حضوری رادیویی و صدای مراسم گوناگون که در موقع اجرا ضبط می‌شد، به صورت، برنامه‌های هفتگی و برنامه‌های ویژه پخش می‌شد
گویندگی این برنامه را در سال‌های متمادی، شادروان «هادی طاهباز»، زنده یاد خانم «کازرانی» و آقای «خسرو آران» که از گویندگان مرکز رشت بودند برعهده داشتند و نویسندهٔ برنامه نیز به عنوان کارشناس در برنامه شرکت می‌کرد. از فراهم آمده‌های این برنامهٔ رادیویی، جنگ‌های فرهنگی گوناگونی تنظیم و تهیه و به دیگر رادیوهای محلی سراسر کشور فرستاده و پخش می‌شد و نوعی تبادل فرهنگی صورت می‌گرفت که نویسندگی بیشتر این برنامه‌های فرهنگی برعهدهٔ او بود.

## دفترهای شعر
ایله جار: دوج‍ه‌ گ‍ی‍ل‍ک‍ی‌ ش‍ع‍ران‌ ج‍ه‌ س‍الان‍ه‌ ( ۱۳۴۴ - ۱۳۵۶ )   م‍ح‍م‍د ب‍ش‍را. ناشر: ن‍ش‍ر گ‍ی‍ل‍ک‍ان‌‏‫، ۱۳۶۸
ه‍َرای: ‬دوج‍ه‌ ه‍س‍اش‍ع‍ران‌ و ک‍وت‍اش‍ع‍ران‌ ( ۱۳۷۷ - ۱۳۷۰ )   م‍ح‍م‍د ب‍ش‍را. ناشر: پ‍ارس‌ ه‍خ‍ام‍ن‍ش‌‏‫، ۱۳۸۲
 شش

هرای محمد بشرا (درویش گیلانی) گرافیست: شاهین بشرا

هوزار: هسا شعران   محمد بشرا. ناشر: دهسرا‏‫، ۱۳۸۹

## تألیفات مردم شناسی و فرهنگ مردم گیلان
هَنگی ایسِه هَنگی نیِه   دفتری در مسله (چیستان) گیلکی   پژوهش و نگارش: محمد بشرا. اداره کل فرهنگ و هنر استان گیلان‏‫، ۱۳۵۳

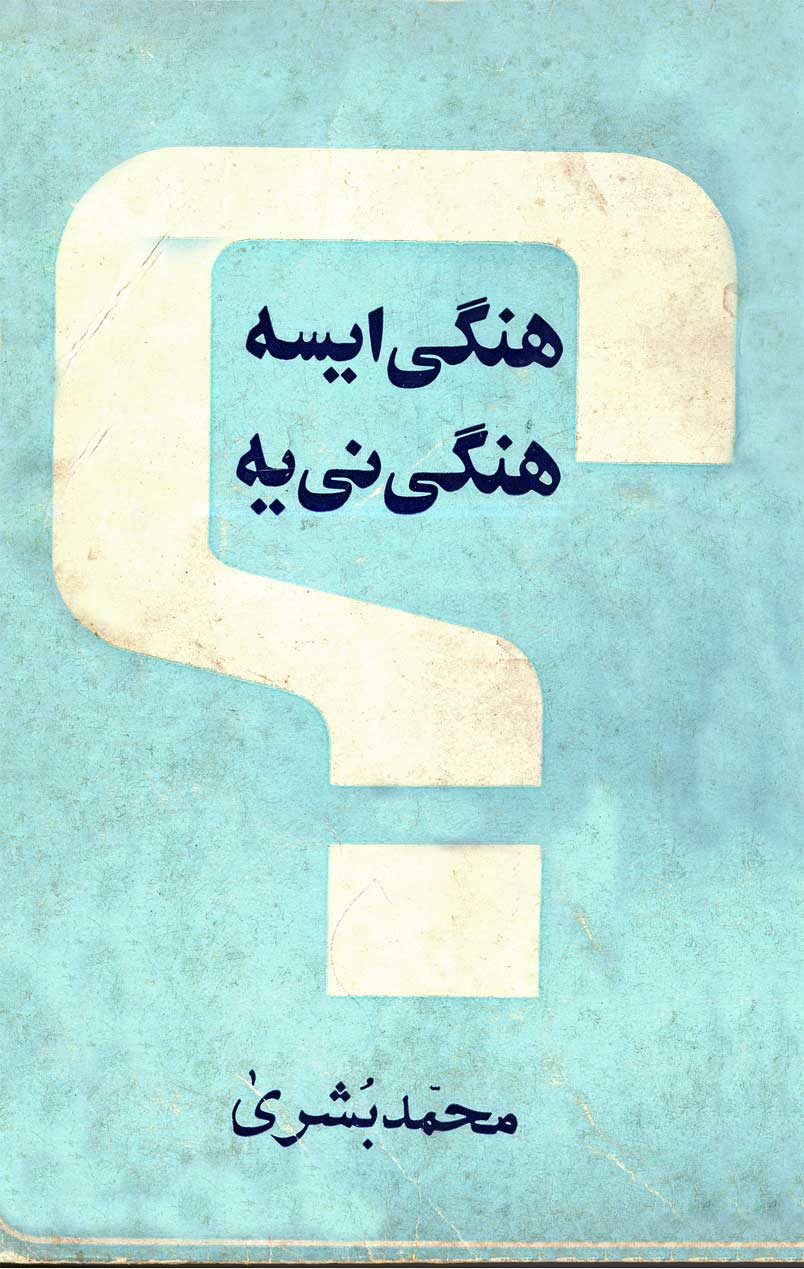
هنگی ایسه هنگی نیه محمد بشرا (درویش گیلانی)

هَنگی ایسِه هَنگی نیِه   کتابی در مسله (چیستان) گیلکی   پژوهش و نگارش: محمد بشرا. ناشر: طاعتی، ۱۳۸۱

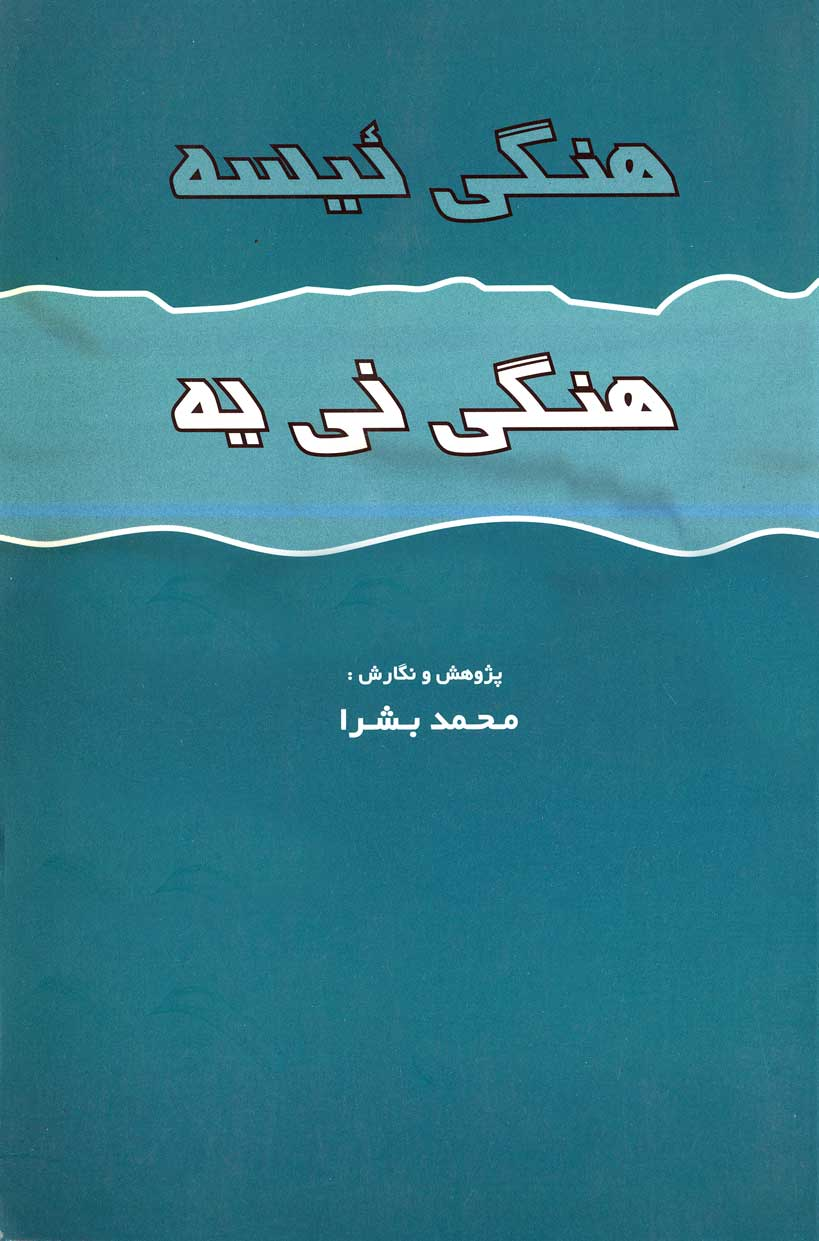
هنگی ایسه هنگی نیه محمد بشرا (درویش گیلانی) گرافیست: شاهین بشرا

فرهنگ واژگان گیلکی   پژوهش و نگارش: محمد بشرا. به سفارش حوزه هنری گیلان. ناشر: فرهنگ ایلیا ، ‏‫۱۳۹۸
گیلان تماشا: (تصویری از مردم‌شناسی) مجمو‌عه‌ای از محمد بشرا (درویش گیلانی). ناشر: فرهنگ ایلیا ، ‏‫۱۳۹۰
آیین‌ها و آداب سوگواری در گیلان   پژوهش و نگارش: محمد بشرا. به سفارش حوزه هنری گیلان. ناشر: فرهنگ ایلیا ، ‏‫۱۳۹۹
آداب و آیین‌های عروسی در گیلان (برم گیلاکونی)   پژوهش و نگارش: محمد بشرا؛ به سفارش حوزه هنری گیلان. ناشر: فرهنگ ایلیا ، ‏‫۱۳۹۸
آیین‌های گذر در گیلان (مراسم تولد تامرگ)   محمد بشرا، طاهر طاهری. دانشنامه فرهنگ و تمدن گیلان (جلد ۳۴). ناشر: فرهنگ ایلیا ، ‏‫۱۳۹۸
جشن‌ها و آئین‌های مردم گیلان۱( آیین‌های نوروزی)   محمد بشرا، طاهر طاهری. دانشنامه فرهنگ و تمدن گیلان (جلد ۳۴). ناشر: فرهنگ ایلیا ، ‏‫۱۳۹۸
جشن‌ها و آیین‌های مردم گیلان۲ (به جز آیین‌های نوروزی)   محمد بشرا، طاهر طاهری. دانشنامه فرهنگ و تمدن گیلان (جلد ۲۳). ناشر: فرهنگ ایلیا ، ‏‫۱۳۹۸
باورهای عامیانۀ مردم گیلان   محمد بشرا، طاهر طاهری. دانشنامه فرهنگ و تمدن گیلان (جلد ۱۵). ناشر: فرهنگ ایلیا ، ‏‫۱۳۸۶‬
طب سنتی مردم گیلان (گیله تجروبه)   محمد بشرا. دانشنامه فرهنگ و تمدن گیلان (جلد ۳۲). ناشر: فرهنگ ایلیا ،۱۳۸۹‏‫
بازارهای هفتگی (دوره‌ای) گیلان   محمد بشرا. دانشنامه فرهنگ و تمدن گیلان (جلد ۵۶). ناشر: فرهنگ ایلیا ، ‏‫۱۳۹۳
اَ دَرا واکون باد بایه! شعرهای عامیانه و کودکانه‌ گیلکی   پژوهش و نگارش محمد بشرا. به سفارش حوزه هنری گیلان. ناشر: فرهنگ ایلیا ، ‏‫۱۳۹۷
اف‍س‍ان‍ه‌ه‍ا و ب‍اورداش‍ت‌ه‍ای‌ م‍ردم‌ش‍ن‍اخ‍ت‍ی‌ ج‍ان‍وران‌ و گ‍ی‍اه‍ان‌ در گ‍ی‍لان‌ (جانوران)   ن‍وی‍س‍ن‍ده‌: م‍ح‍م‍د ب‍ش‍را. ناشر: ده‍س‍را، ۱۳۸۰
اف‍س‍ان‍ه‌ه‍ا و ب‍اورداش‍ت‌ه‍ای‌ م‍ردم‌ش‍ن‍اخ‍ت‍ی‌ ج‍ان‍وران‌ و گ‍ی‍اه‍ان‌ در گ‍ی‍لان‌ (جانوران)   ن‍وی‍س‍ن‍ده‌: م‍ح‍م‍د ب‍ش‍را. ناشر: ده‍س‍را، ۱۳۸۰
افسانه‌ها و باورداشت‌های مردم‌شناختی جانوران و گیاهان در گیلان (خزندگان، دوزیستان، آبزیان و حشرات)   محمد بشرا. ناشر: ده‍س‍را، ۱۴۰۱
اوشانان (جیندی پیری)   پژوهش و نگارش محمد بشرا. به سفارش حوزه هنری گیلان. ناشر: سپیدرود‏‫، ۱۳۹۶
سوگند و نفرین در فرهنگ مردم گیلان  پژوهش و نگارش محمد بشرا. به سفارش حوزه هنری گیلان. ناشر: سپیدرود‏‫، ۱۳۹۶
ک‍ت‍اب‌ ک‍ادوس‌ ۱ (م‍ج‍م‍وع‍ه‌ ه‍ن‍ری‌ و ادب‍ی‌ و...)   ب‍ه‌ک‍وش‍ش‌: م‍ح‍م‍د ب‍ش‍را. ناشر: معلم، ۱۳۷۲

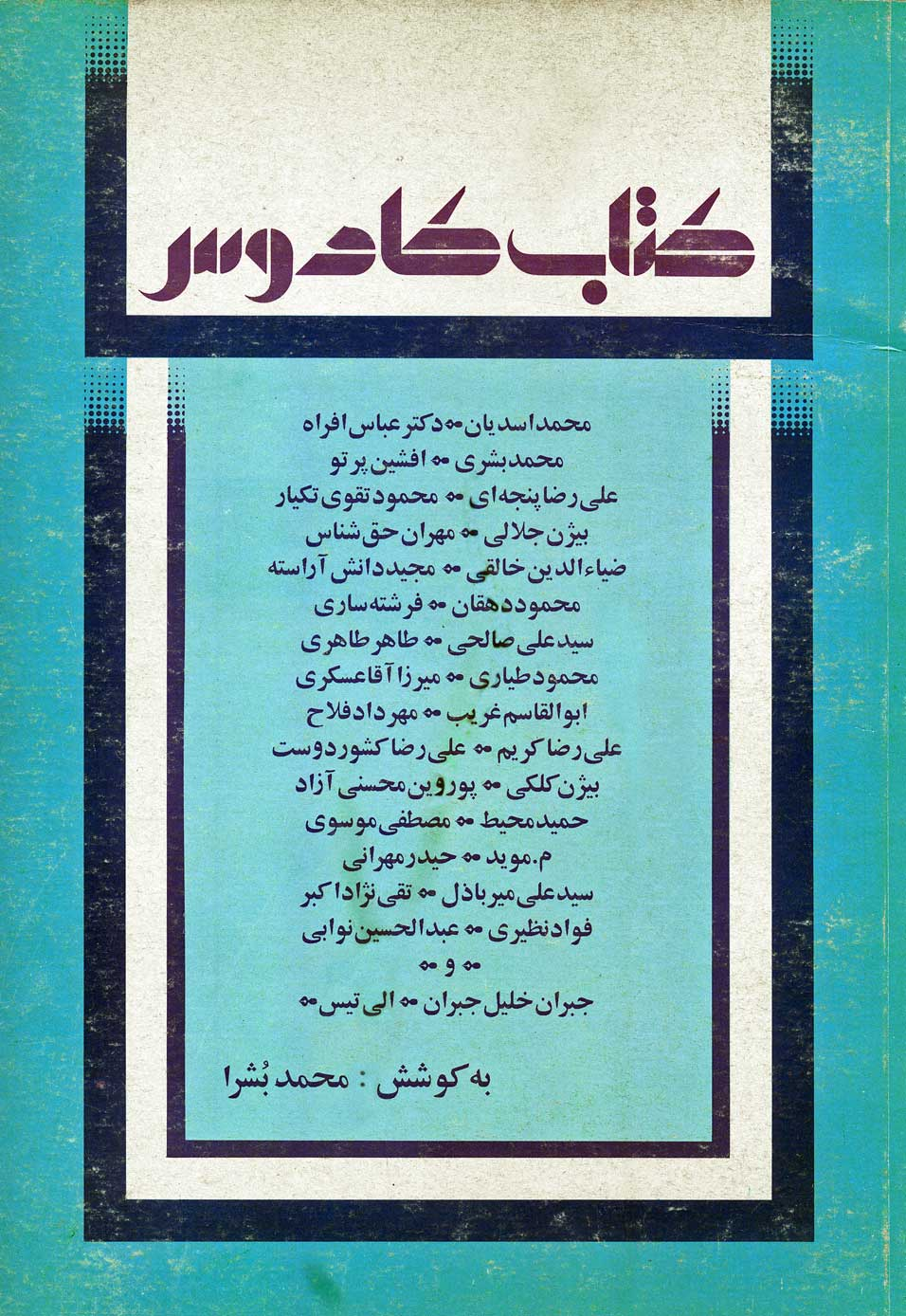
کتاب کادوس ۱ به کوشش: محمد بشرا

کله کچله نقلان (قصه‌های کچلک در گیلان)   پژوهش و نگارش محمد بشرا. به سفارش حوزه هنری گیلان. ناشر: سپیدرود‏‫، ۱۳۹۶

## مقاله های مردم شناسی، فرهنگ و ادبیات مردم گیلان
محمد بشرا (درویش گیلانی) از سال ۱۳۴۲ که همکاری با مطبوعات را آغاز کرد، مقاله‌های بیشمار انتقادی-اجتماعی به امضای خود یا نام‌های مستعار نگاشته است. این مقاله‌ها به مرور سال‌ها تا زمان ما در روزنامه‌هایی همچون اطلاعات، کیهان، جنگل، گام، گیلان ما و ... به چاپ رسید. گهگاه پاره‌ای از این مقاله‌ها درونمایۀ طنز دارد. محمد بشرا (درویش گیلانی) علاوه بر امضای حقیقی خود با نام‌های مستعار ( م-درویش، م-ب-درویش، م-پرند، م-ترنگ، م-آسیب دیده، پیک خوش، دوچوکه وینجی، گرزنه و ...) نیز در مطبوعات گیلان و کشور مقاله های متعددی نوشته است.
1. بُن‌مایه‌های ف‍ره‍ن‍گ‌ م‍ردم‌ گ‍ی‍لان‌ ۱  محمد بشرا. گ‍ی‍لان‌ زم‍ی‍ن‌، ش‌ ۱۱ - ۱۳ ، (ب‍ه‍ار ۱۳۸۰): ص‌ ۳۳ - ۳۵[۲۴]
2. بُن‌مایه‌های فرهنگ مردم گیلان ۲   محمد بشرا. گیله‌وا پیاپی ۸۷ (اسفند ۱۳۸۴، فروردین ۱۳۸۵) ص ۱۱[۲۵]
3. بُن‌مایه‌های فرهنگ مردم گیلان، پژوهشی درباره خرق عادت «مقدس یا نامقدس» در فرهنگ مردم گیلان محمد بشرا. گیله‌وا پیاپی ۸۵ (آبان و آذر ۱۳۸۴) ص ۱۱[۲۶]
4. تازه‌ت‍ری‍ن‌ روش‌ ت‍ح‍ق‍ی‍ق‌ م‍ردم‌ش‍ن‍اس‍ی‌!   محمد بشرا. گ‍ی‍لان‌ زم‍ی‍ن‌، ش‌ ۵، ۶، (ت‍اب‍س‍ت‍ان‌ ۱۳۷۴ ـ ب‍ه‍ار ۱۳۷۵): ص‌ ۳۲ ـ ۳۳[۲۷]
5. چوبی قاشق در فرهنگ مردم   محمد بشرا. کندوج، ش ۳ ، زمستان ۱۳۸۵: ص ۱۸ - ۲۳[۲۸]
6. عروس‌ ب‍ران‌ و... در ات‍اق‌ س‍رای‌ ب‍اب‍ل‌   محمد بشرا. اع‍ت‍م‍اد، (۱۴ اردی‍ب‍ه‍ش‍ت‌ ۱۳۸۲): ص‌ ۸[۲۹]
7. عروس‌ چ‍وب‍ی‌، ش‍ک‍ار س‍ن‍گ‌   محمد بشرا. اع‍ت‍م‍اد، (۱۷ آذر ۱۳۸۱): ص‌ ۸[۳۰]
8. فاواخ‍ت‍ن‌    محمد بشرا. گ‍ی‍لان‌ زم‍ی‍ن‌، س‍ال‌ ۱، ش‌ ۱، (ت‍اب‍س‍ت‍ان‌ ۱۳۷۳): ص‌ ۳۶ ـ ۴۵[۳۱]
9. مرگ خ‍وای‍ی‌ ب‍وش‍و...!   محمد بشرا. ف‍ره‍ن‍گ‌ گ‍ی‍لان‌، ش‌ ۱۱ و ۱۲، (پ‍ای‍ی‍ز و زم‍س‍ت‍ان‌ ۱۳۸۰): ص‌ ۱۵ - ۲۲[۳۲]
10. نک‍ت‍ه‌ه‍ای‍ی‌ درب‍اره‌ ک‍ت‍اب‌ گ‍ی‍لان‌   محمد بشرا. ج‍ه‍ان‌ ک‍ت‍اب‌، س‍ال‌ ۱، ش‌ ۱۸، (ن‍ی‍م‍ه‌ اول‌ م‍رداد ۱۳۷۵): ص‌ ۳ ـ ۴[۳۳]
11. چرا اینقدر بی مبالات شده ایم؟   محمد بشرا. ره آورد گیل، دوره ۱۸، شماره ۱۲۳-۱۲۴ (خرداد و تیر ۱۴۰۰)[۳۴]
12. استادی ره گشا و اهل درد   محمد بشرا. ره آورد گیل، سال پانزدهم شماره ۱۰۹ (پیاپی ۱۱۰، فروردین و اردیبهشت ۱۳۹۹)[۳۵]
13. چوطويی كَلِه گپ زِئن: آداب چگونه سخن گفتن در جمع   محمد بشرا. ره آورد گیل، سال پانزدهم شماره ۱۱۱ (پیاپی ۱۱۲، خرداد و تیر ۱۳۹۹)[۳۶]
14. زیتون و این همه خاصیت   محمد بشرا. ره آورد گیل، دوره ۱۷، سال پانزدهم شماره ۱۱۹ (پیاپی ۱۲۰، بهمن و اسفند ۱۳۹۹): ص ۳۰[۳۷]
15. آیین برگزاری ماه مبارک رمضان   محمد بشرا. ره آورد گیل،  سال چهاردهم شماره ۹۷ (پیاپی ۹۸، فروردین و اردیبهشت ۱۳۹۸): ص‌ ۸[۳۸]
16. در تکاپوی دستیابی به علفچرهای کوهستان   محمد بشرا. ره آورد گیل،  سال چهاردهم شماره ۹۹ (پیاپی ۱۰۰، خرداد و تیر ۱۳۹۸): ص‌ ۲۳[۳۹]
17. پساوندها و پیشاوندهای سلبی   محمد بشرا.  گیلان ما، سال نوزدهم شماره ۱ (پیاپی ۷۳، بهار و تابستان ۱۳۹۸) ص‌ ۱۰۲[۴۰]
18. کلک مرغابی   محمد بشرا. ره آورد گیل، سال چهاردهم شماره ۱۰۷ (پیاپی ۱۰۸، آذر و دی ۱۳۹۸): ص‌ ۲۲[۴۱]
19. کلک مرغابی (۲ و ۳)    محمد بشرا. ره آورد گیل، سال چهاردهم شماره ۱۰۵ (پیاپی ۱۰۶، بهمن و اسفند ۱۳۹۸): ص‌ ۲۰[۴۲]
20. بارغو (بارقو)   محمد بشرا. ره آورد گیل، سال چهاردهم شماره ۱۰۱ (پیاپی ۱۰۲، مرداد و شهریور ۱۳۹۸): ص‌ ۹[۴۳]
21. دوشاب پچی   محمد بشرا. ره آورد گیل، سال سیزدهم شماره ۹۳ (پیاپی ۹۴، آذر و دی ۱۳۹۷): ص‌ ۲۶[۴۴]
22. نگاهی به چند ضرب المثل گیلکی   ره آورد گیل، سال سیزدهم شماره ۷۳ (پیاپی ۷۴، فروردین و اردیبهشت ۱۳۹۷): ص‌ ۲۶[۴۵]
23. پساوندها و پیشاوندهای سلبی در نام واژگان گیاهی و جانوری گیلکی محمد بشرا. ره آورد گیل، سال دوازدهم شماره ۸۳ (پیاپی ۸۴، بهمن و اسفند ۱۳۹۶): ص‌ ۱۵[۴۶]
24. نکته هایی در گویش و دستور گیلکی   محمد بشرا. ره آورد گیل، سال دوازدهم شماره ۶۳ (پیاپی ۶۴، خرداد و تیر ۱۳۹۵): ص‌ ۹۶[۴۷]
25. چانکشی، پیشه ای پس افتاده   محمد بشرا.  گیله وا، سال بیست و پنجم شماره ۶۳ (پیاپی ۱۴۳، مهر و آبان ۱۳۹۵): ص‌ ۱۴[۴۸]
26. کَتَلِه (پای افزاری چوبین و ساده که اینک متروک مانده است)  محمد بشرا. ره آورد گیل، سال یازدهم شماره ۵۷ (پیاپی ۵۸، آذر و دی ۱۳۹۴): ص‌ ۱۶[۴۹]
27. به یاد افشین پرتو    محمد بشرا. ره آورد گیل، سال یازدهم شماره ۵۵ (پیاپی ۵۶، مهر و آبان ۱۳۹۴) ص ۹۶[۵۰]
28. میراث فرهنگی خود را گرامی بداریم   محمد بشرا. ره آورد گیل، سال یازدهم شماره ۵۳ (پیاپی ۵۴، مرداد و شهریور ۱۳۹۴) ص ۹۷[۵۱]
29. کولی دارو (صید ماهی با سم گیاهی)   محمد بشرا.  گیله وا  پیاپی ۱۳۹(دی و بهمن ۱۳۹۴) ص ۴۰[۵۲]
30. گرانی، نان و خورش های بومی را از نفس انداخته است   محمد بشرا. ره آورد گیل، سال یازدهم شماره ۴۹ (پیاپی ۵۰، فروردین و اردیبهشت ۱۳۹۴) ص ۶[۵۳]
31. زرجوب رودی که باید به (خل جوب) تغییر نام دهد   محمد بشرا. ره آورد گیل، سال یازدهم شماره ۶۰ (پیاپی ۶۰، بهمن و اسفند ۱۳۹۴) ص ۲۹[۵۴]
32. ضرب المثل های متنوع با کاربردهای همگون   محمد بشرا. ره آورد گیل، سال دهم شماره ۴۳ (پیاپی ۴۴، مهر و آبان ۱۳۹۳) ص ۶[۵۵]
33. ادبیات گیلکی   محمد بشرا. ره آورد گیل، سال دهم  (پیاپی ۴۰، تیر ۱۳۹۳) ص ۹۷[۵۶]
34. غزل   محمد بشرا. گیلان ما، سال سیزدهم شماره ۲ (پیاپی ۵۰، پاییز ۱۳۹۲) ص ۴۷[۵۷]
35. اگر مردی، بده یک به ی زردی   محمد بشرا. ره آورد گیل، پیاپی ۴۲ (مرداد و شهریور ۱۳۹۲) ص ۱۸[۵۸]
36. من ام ابجی سرم یا نبهه اسبا سوارا بوستن، جه آن بختر نی به   محمد بشرا. ره آورد گیل، سال دهم شماره ۳۴ (پیاپی ۳۵، دی و بهمن ۱۳۹۲)  ص ۶۳[۵۹]
37. ایمرو روستوم کی ئیسه   محمد بشرا. ماهنامه ره آورد گیل، سال دهم شماره ۲۵ (پیاپی ۲۶، فروردین و اردیبهشت ۱۳۹۲) ص ۶۵[۶۰]
38. جان شورکا ۱ (آب تنی کردن)   محمد بشرا. گیله وا پیاپی ۱۲۰ (خرداد و تير ۱۳۹۱) ص ۳۷[۶۱]
39. جان شورکا ۲ (آبتنی کردن)  محمد بشرا.   گیله وا پیاپی ۱۲۱ (مرداد و شهریور ۱۳۹۱) ص ۳۷[۶۲]
40. باز این چه شورش و چه عزا و چه ماتم است؟   محمد بشرا. ماهنامه ره آورد گیل، پیاپی ۲۲ (آبان و آذر ۱۳۹۱) ص ۱۰۱[۶۳]
41. لال لالیکی؛ آیینی دیرپا در گیلان که بدون سخن گفتن برگزار می شود ۱  محمد بشرا. دادگر، پیاپی ۲۱ (اردیبهشت و خرداد ۱۳۹۰) ص ۴۶[۶۴]
42. لال لالیکی؛ آیینی دیرپا در گیلان که بدون سخن گفتن برگزار می شود  ۲  محمد بشرا. دادگر، پیاپی ۲۲ (تیر و مرداد ۱۳۹۰) ص ۴۶[۶۵]
43. لال لالیکی؛ آیینی دیرپا در گیلان که بدون سخن گفتن برگزار می شود ۳   محمد بشرا. دادگر، پیاپی ۲۳ (شهریور و مهر ۱۳۹۰) ص ۶۸[۶۶]
44. لال لالیکی؛ آیینی دیرپا در گیلان که بدون سخن گفتن برگزار می شود ۴   محمد بشرا. دادگر، پیاپی ۲۴ (آبان و آذر ۱۳۹۰) ص ۶۸[۶۷]
45. لال لالیکی؛ آیینی دیرپا در گیلان که بدون سخن گفتن برگزار می شود ۵   محمد بشرا. دادگر، پیاپی ۲۶ (فروردین و اردیبهشت ۱۳۹۱) ص ۶۸[۶۸]
46. منم ، آبجی سرم (نمایشنامه)   محمد بشرا. گیله وا پیاپی ۱۰۴ (خرداد و تير ۱۳۸۸) ص ۳۴[۶۹]
47. پاچ کاکولی کرات (داستان)  محمد بشرا. گیله وا پیاپی ۱۰۱ (آبان و آذر ۱۳۸۷) ص ۳۰[۷۰]
48. نگاه تا سر مژگان و انکار ...!   محمد بشرا. گیله‌وا پیاپی ==۹ (شهریور - مهر ۱۳۸۳) ص ۱۱[۷۱]
49. شعر گیلان   محمد بشرا (نویسندۀ همکار) . شوکران پیاپی ۳-۴ (شهریور و آذر ۱۳۸۱) ص ۹[۷۲]
50. بجار و بجاركاری در ترانه هاي گيلكی   نویسنده: محمد بشرا. کتاب «صدای شالیزار» (م‍ج‍م‍وع‍ه‌ ش‍ع‍ر و م‍ق‍ال‍ه‌ درب‍اره‌ ب‍رن‍ج‌ و ب‍رن‍ج‍ک‍اری‌) به کوشش رحیم چراغی  انتشارات گیلکان ۱۳۶۹[۷۳]
51. سنگستان های گیلان   نویسنده: محمد بشرا. دیلمان، شمارۀ ۷ (شهریور و مهر ۱۳۹۶)[۷۴]

## محتواهای آمادۀ انتشار به‌صورت کتاب از آرشیو غنی مردم‌شناسی و فولکلور گیلان محمد بشرا
1. آبیاری در گیلان
2. یاوری در گیلان
3. نظرقربانی در گیلان
4. شکار و شکاربانی در گیلان
5. بیجارسری (آوای کار) در گیلان
6. کی می‌آد بازی؟ (بازی‌های کودکانه در گیلان)
7. وَرزا جنگ در گیلان
8. افسانه‌ها و باورداشت‌های مردم‌شناختی گیاهان در گیلان
9. گیله تجروبه (درمان‌های سنتی در گیلان)
10. اَغوزبازی (گردوبازی) در گیلان
11. از هر دری سخنی (مقاله‌هایی از محمد بشرا) (جلد اول و دوم)
12. مقیاسات در فرهنگ مردم گیلان
13. زن در گستره‌ی فرهنگ مردم گیلان
14. ازدواج در مناطق تالشی‌زبان
15. تفأل در گیلان
16. گاو در فرهنگ مردم گیلان
17. زاگا: بازگشت رمه به قشلاق
18. درباره‌ی چهارشنبه‌سوری و نوروز در گیلان
19. جانوران در ضرب‌المثل‌های گیلکی
20. خواب و خواب‌گزاری در فرهنگ گیلان
21. آیین چلّه‌شویی در گیلان
22. ابریشم گیلان
23. اشکور و آیین‌های منطقه (مونوگرافی روستای کیارَمِش اِشکِوَر)
24. مجموعه مقالات مردم‌شناسی گیلان ۱
25. مجموعه مقالات مردم‌شناسی گیلان ۲
26. مجموعه مقالات مردم‌شناسی گیلان ۳
27. مجموعه مقالات مردم‌شناسی گیلان ۴
28. مجموعه مقالات مردم‌شناسی گیلان ۵
29. جنَئن (تخم زیر مرغ کُرچ نهادن)
30. نَقَل گَمِه، نقلستان (قصه‌های شب‌نشین) (چهار جلد)

## مصاحبه های محمد بشرا (درویش گیلانی)
گفتگوی امین حق ره با محمد بشرا   همراه با مروری بر آثار وی و خوانش شعر   برنامۀ رو‌به‌رو شماره‌‌ی۱۰ جمعه پنجم آذرماه ۱۴۰۰ خورشیدی   رشت گیلان

## آثار موسیقایی بر اساس سروده های محمد بشرا (درویش گیلانی)
ترانۀ گیلکی "می مرثیه" (مرثیۀ من)   آهنگ و اجرا: جوما   شعر: بریده‌ای از سروده‌‌ی بلندِ محمد بشرا (درویش گیلانی) ۱۳۵۴ خورشیدی   تاریخ نشر: ۲۳ دی‌ماه ۱۴۰۱خورشیدی
ترانۀ گیلکی "واجامو دیهاتی" (روستاییِ سختی دیده)  آهنگ و اجرا: علی زیبا كناری   شعر: محمد بشرا (درویش گیلانی)   تنظیم كننده: علی اكبر كنعانی   شیوۀ اجرا: اركستر